# محمودآباد (خدابنده)
محمودآباد (خدابنده) روستایی در بخش مرکزی شهرستان خدابنده در استان زنجان است.
فاصله محمودآباد از مرکز شهرستان ۱۷ کیلومتر می‌باشد.

## جمعیت
محمود آباد در شهرستان خدابنده قرار دارد و براساس سرشماری مرکز آمار ایران در سال ۱۳۸۵، جمعیت آن ۲٬۴۸۶ نفر (۵۵۸خانوار) بوده‌است.